# SCS Software
A SCS Software é uma empresa checa que desenvolve softwares, especialmente simuladores para Microsoft Windows, macOS e Linux. Criadora das séries 18 Wheels of Steel e Truck Simulator, lançou também Scania Truck Driving Simulator, Bus Driver, dentre outros.

## Engine(motor de jogo)
A SCS Software é responsável por sua própria engine, denominada Prism3D, que é usada em todos os seus jogos; e que sempre está em constante evolução, por meio de atualizações oficiais nos seus games.
Apesar de boa parte das tecnologias dessa engine serem um tanto defasadas, ela ainda consegue reproduzir bons gráficos, especialmente nos últimos jogos lançados pela empresa, o Euro Truck Simulator 2 e o American Truck Simulator.

## Jogos
A SCS Software possui uma grande biblioteca de jogos. Abaixo são listados os principais títulos mais famosos da empresa:

### Bus Driver
Bus Driver trata-se de um simulador de ônibus, lançado pela empresa em 2007.

### 18 Wheels of Steel
18 Wheels of Steel é uma série de simuladores de caminhões. Seu propósito é retratar a vida de um camionista norte-americano; inclui territórios dos Estados Unidos, México e Canadá.
Across America, Pedal to the Metal, Convoy, Haulin', American Long Haul, and Extreme Trucker 1 and Extreme Trucker 2 são os jogos da série, sendo que de 2003 a 2005 foram lançadas as versões na era 3D; e de 2006 a 2011, a era HD, o sucesso da série foi relativamente alto.

### Euro Truck Simulator
O propósito da série é retratar a vida de um camionista da Europa, trazendo uma grande variedade de camiões e países. O primeiro jogo da série, Euro Truck Simulator, foi lançado em 2008; e sua sequência, Euro Truck Simulator 2, em 2012. Essa série foi responsável por fazer a popularidade da empresa crescer muito; e criar uma espécie de confiança com a mesma, graças a sua imensa qualidade. Apesar do lançamento do American Truck Simulator, Euro Truck ainda continua a ser a série mais popular, quando o assunto é simulação de caminhões.

### American Truck Simulator
Depois do sucesso massivo do Euro Truck Simulator 2, a SCS resolveu voltar às suas raízes e refazer o continente americano, só que, desta vez, com muito mais detalhes, inovações; e o que há de melhor em seu antecessor de território europeu. O nível de qualidade do jogo é muito alto; e consegue superar seu antecessor em detalhes, seja nas suas paisagens vistas ao lado das estradas americanas, ou dentro das cidades, o cuidado que a empresa teve ao entregar um conteúdo de qualidade aos clientes pode ser visto a cada quilômetro percorrido no game. Seu lançamento foi no dia 2 de fevereiro de 2016; e atualmente o jogo conta com os estados da Califórnia, Nevada, Arizona, Oregon e Washington; e depois, outros estados que provavelmente serão pagos.